# Sonia Viérin
Sonia Viérin (* 25. Oktober 1977 in Aosta) ist eine ehemalige italienische Skirennläuferin. Sie startete hauptsächlich im Riesenslalom sowie vereinzelt im Slalom.

## Karriere
Viérin gab ihr internationales Renndebüt am 15. Dezember 1994 bei einem Slalom des Europacups in Gressoney. Ihr erstes internationales Großereignis bestritt sie wenige Monate später bei den Juniorenweltmeisterschaften in Voss, wobei sie mit Rang 11 im Riesenslalom ihr bestes Ergebnis erzielte.
In der darauffolgenden Saison gab Viérin am 21. Dezember 1995 in Veysonnaz ihr Weltcupdebüt, wobei sie sich nicht für den zweiten Durchgang qualifizieren konnte.
Ihr erstes und einziges Europacuprennen, einen Riesenslalom, konnte sie am 14. Februar 1997 in Abetone gewinnen.
Ihre ersten Weltcuppunkte gewann sie überraschend am 19. Dezember 1997 beim Riesenslalom in Val-d’Isère mit Rang 6, nach dem sie sich bei keinem ihrer bisherigen Weltcupstarts auch nur für den zweiten Durchgang qualifizieren konnte.
An diesen Erfolg konnte Viérin nie wirklich anschließen, so konnte sie sich zwar immer wieder in den Weltcuppunkte platzieren, der große Durchbruch zur Weltspitze blieb aus.
1999 konnte sich Viérin für die Weltmeisterschaften in Vail bzw. Beaver Creek qualifizieren, schied jedoch bereits im ersten Durchgang des Riesenslaloms aus. Im selben Jahr wurde sie erstmals italienische Vizemeisterin im Riesenslalom, einen Erfolg, den sie im darauffolgenden Jahr wiederholen konnte.
2002 wurde sie für die Olympischen Winterspiele nominiert, allerdings nicht im Riesenslalom, sondern im Slalom. Dort schied sie jedoch im ersten Durchgang aus.
2005 beendete Víérin schließlich ihre Karriere, ihr letztes Rennen bestritt sie bei den italienischen Meisterschaften im Slalom am Monte Pora.

## Privates
Ihre Mutter Roselda Joux sowie ihre Tochter Sophie Mathiou waren bzw. sind ebenfalls als Skirennläuferin aktiv.

## Erfolge

### Olympische Winterspiele
- Salt Lake City 2002: DNF Slalom

### Weltmeisterschaften
- Vail/Beaver Creek 1999: DNF Riesenslalom

### Weltcup
- 2 Platzierung unter den besten 10

### Juniorenweltmeisterschaften
- Voss 1995: 11. Riesenslalom, DNF Slalom
- Hoch-Ybrig 1996: DNF Riesenslalom

### Europacup
- 3 Podestplätze, davon ein Sieg

| Datum            | Ort     | Land    | Disziplin    |
| ---------------- | ------- | ------- | ------------ |
| 14. Februar 1997 | Abetone | Italien | Riesenslalom |

### Nor-Am Cup
- 4 Platzierungen unter den besten 30

### Weitere Erfolge
- Italienische Vizemeisterin im Riesenslalom (1999, 2000)
- Bronze bei den italienischen Meisterschaften im Riesenslalom (1997, 2001)